# Миловидська сільська рада
Миловидська сільська́ ра́да (біл. Мілавідскі сельсавет) — адміністративно-територіальна одиниця у складі Барановицького району Берестейської області Білорусі. Адміністративний центр сільської ради — село Миловиди.

## Склад ради
Населені пункти, що підпорядковувалися сільській раді станом на 2009 рік:
| Населений пункт | Тип  | Населення, осіб (2009) |
| --------------- | ---- | ---------------------- |
| Ковпаки         | село | 17                     |
| Миловиди        | село | 712                    |
| Подосовці       | село | 30                     |
| Стрелово        | село | 43                     |
| Ямично          | село | 94                     |

## Населення
За переписом населення Білорусі 2009 року чисельність населення сільської ради становило 896 осіб.

### Національність
Розподіл населення за рідною національністю за даними перепису 2009 року:
| Національність | Осіб | Відсоток |
| -------------- | ---- | -------- |
| білоруси       | 819  | 91,41 %  |
| поляки         | 38   | 4,24 %   |
| росіяни        | 25   | 2,79 %   |
| українці       | 13   | 1,45 %   |
| німці          | 1    | 0,11 %   |
| Разом          | 896  | 100 %    |